# Niels Clemmensen
Niels Thøger Clemmensen (født 27. februar 1900, død 25. maj 1950) var en dansk pianist og komponist, søn af C.A. Clemmensen og bror til den myrdede redaktør Carl Henrik Clemmensen.
Clemmensen blev uddannet på Det Kongelige Danske Musikkonservatorium med eksamen i 1924. Hans virke blev dog ikke den klassiske musik, men film og teatermusik og det han i dag huskes for, nemlig melodier til Hans Hartvig Seedorff Pedersens og Sigfred Pedersens viser, der blev skrevet til 1930’ernes blomstrende københavnske cafe- og kabaretliv.
Sidst i 30'erne slog de deres folder på det livlige og nu længst forsvundne værtshus "La Reine" ved Søtorvet i København. Da krigen kom i 1940 turde værten ikke have de frimodige karakterer i drift, og de måtte fortrække til Wessels Kro i Sværtegade, som Sigfred Pedersen i øvrigt selv overtog.
Clemmensens bror Carl Henrik har leveret følgende beskrivelse fra La Reine:
I denne digterstue sker hver aften vinteren igennem de sælsomste ting. Unge mænd og kvinder springer op på bordene og deklamerer vers, de lige har digtet. Ansete skuespillere og kendte teaterdirektører, som tilfældigt er blandt gæsterne holder sig ikke for kostbare til at stå op og gi’ et lille nummer. Sigfred selv, kaldet nutidens Wessel, rejser sig med de obligate, omhyggeligt plejede knæ i benklæderne og fremsiger med rungende røst nye sørgelige viser, Niels sidder ved klaveret midt i det støjende, muntre lokale og nynner flere gange i løbet af aftenen Herman Wildenweys yndige “Lines enkle sang” til musik af lægen Jens Hostrup, mens unge piger får tårer i øjnene og trykker deres ledsager længe og ømt i hånden...

## Musik
- Fra Kap til Kronborg (skuespil 1930)
- Den er fin med kompasset (vise 1930)
- Tjin-Tjin-Juanita (vise 1930)
- Union Jack (skuespil 1931)
- Paustians ur (film 1932)
- Katinka, Katinka (vise 1936)
- Søren Bramfris lærkesang (Nu går våren gennem Nyhavn 1940)
- De tre skolekammerater (film 1944).
- 14 mand og Hera (vise)
- Rimonde (vise)
- To hvide liljer og en knækket søjle (vise)[1]
- Med Kronborg om Styrbord igen (vise)
- Kunzes kompagni (vise)